# (285143) 1995 UZ4
1995 يو زد 4 (ويعرف أيضًا باسم (285143) 1995 يو زد 4 وفق تسمية الكوكب الصغير) (بالإنجليزية: 1995 UZ4)‏ هو كويكب ضمن حزام الكويكبات؛ وترتيبه 285143 من حيث الاكتشاف.
اكتُشف هذا الجُرم الفلكي بواسطة برنامج شميدت للكويكبات في بكين في 23 أكتوبر 1995.

## وصلات خارجية
- (285143) 1995 UZ4 في قاعدة بيانات مختبر الدفع النفاث لأجرام النظام الشمسي الصغيرة

- الاكتشاف · مخطط المدار ·  العناصر المدارية · المعلمات المادية

- (285143) 1995 UZ4 على موقع ويكي سكاي: DSS2, SDSS, GALEX, IRAS, Hydrogen α, X-Ray, Astrophoto, Sky Map, Articles and images